# Szczelina czasowa
Szczelina czasowa (ang. time slot) jest pojęciem używanym w opisie mechanizmu przesyłania głosu lub danych z kilku cyfrowo kodowanych transmisji we wspólnym kanale transmisyjnym (TDM).
Zakładając, że przepustowość kanału pozwala na współużytkowanie go przez n transmisji, czas związany z przesyłaniem danych jest dzielony na n szczelin czasowych. Każda z transmisji będzie miała przypisaną swoją szczelinę czasową, w której będzie mogła przesłać kolejną porcję informacji.
Przykłady:
- W systemie GSM z jedną częstotliwością, na której odbywa się transmisją pomiędzy telefonem komórkowym, a stacją bazową związanych jest 8 szczelin czasowych.
- Technologia TD-CDMA (jedna z technologii użytych w standardzie UMTS) oparta jest na idei 15 szczelin czasowych związanych z jedną częstotliwością.
- W podstawowym standardzie przesyłania głosu pomiędzy centralami cyfrowymi w Europie (link E1) występuje koncepcja 32 szczelin czasowych w jednym kanale transmisyjnym.
- W podstawowym standardzie przesyłania głosu pomiędzy centralami cyfrowymi w USA, Kanadzie i Japonii (link T1) występuje koncepcja 24 szczelin czasowych w jednym kanale transmisyjnym.
- System radiowy TETRA wykorzystuje wielodostęp z podziałem czasowym TDMA, który pozwala udostępnić w jednym kanale radiowym 4 niezależne szczeliny czasowe umożliwiające korzystanie z 4 niezależnych kanałów komunikacyjnych.